# Yasuo Takamori
Yasuo Takamori (高森 泰男, Takamori Yasuo, Okayama, 3 maart 1934 – ?) was een Japans voetballer die als verdediger speelde.

## Clubcarrière
In 1952 ging Takamori naar de Rikkyo University, waar hij in het schoolteam voetbalde. Nadat hij in 1956 afstudeerde, ging Takamori spelen voor Nippon Kokan. 1967 werd de ploeg opgenomen in de Japan Soccer League, de voorloper van de J1 League. In 2 jaar speelde hij er 28 competitiewedstrijden. Takamori beëindigde zijn spelersloopbaan in 1968.

## Japans voetbalelftal
Yasuo Takamori debuteerde in 1955 in het Japans nationaal elftal en speelde 30 interlands.

## Statistieken
| Japans voetbalelftal | Japans voetbalelftal | Japans voetbalelftal |
| Jaar                 | Wed.                 | Dlp.                 |
| -------------------- | -------------------- | -------------------- |
| 1955                 | 5                    | 0                    |
| 1956                 | 3                    | 0                    |
| 1957                 | 0                    | 0                    |
| 1958                 | 4                    | 0                    |
| 1959                 | 10                   | 0                    |
| 1960                 | 1                    | 0                    |
| 1961                 | 2                    | 0                    |
| 1962                 | 3                    | 0                    |
| 1963                 | 2                    | 0                    |
| Totaal               | 30                   | 0                    |